# Bienvenue en Suisse
Bienvenue en Suisse es una película franco-suiza dirigida por Léa Fazer, estrenada el 30 de junio de 2004.

## Sinopsis
Thierry, etnólogo especialista en Laponia, viaja a su Suiza natal con su concubina, Sophie, para asistir al funeral de su abuela. Allí encuentra a su familia y descubre que ha heredado dos millones de francos suizos, pero para obtenerlos tendrá que simular haberse adaptado a la vida y a los valores locales, que había rechazado cuando se marchó a Francia. Con ese fin, tendrá que recibir lecciones aceleradas por parte de su primo Aloïs, quien por cierto se siente atraído por Sophie.

## Reparto
- Vincent Perez: Aloïs Couchepin.
- Emmanuelle Devos: Sophie.
- Denis Podalydès: Thierry.
- Walo Lüönd: Adolf Sempach.
- Peter Wyssbrod: Kurt Sempach.
- Marianne Basler: Béatrice.
- Scali Delpeyrat: Vincent.
- Mariama Sylla: Amélia.
- Julien George: Damien.
- Carola Regnier: Heidi.
- Heidi Züger: Silvia.
- Jacques Michel: Rémi.
- Suzanne Thommen: Lisa.